# Jan Kliment
Jan Kliment, né le 1er septembre 1993 à Myjava, est un footballeur international tchèque, qui évolue au poste d'avant-centre au Sigma Olomouc.

## Biographie
Avec les espoirs tchèques, il participe au championnat d'Europe espoirs 2015 organisé dans son pays natal. Lors de cette compétition, il joue trois matchs. Il se met en évidence en inscrivant un triplé face à la Serbie. Toutefois, avec un bilan d'un victoire, un nul et une défaite, la Tchéquie ne dépasse pas le premier tour du tournoi.
Jan Kliment reçoit cinq sélections en équipe de Tchéquie lors de l'année 2017. Il joue son premier match en équipe nationale le 1er septembre 2017, contre l'Allemagne. Ce match perdu 1-2 rentre dans le cadre des éliminatoires du mondial 2018. Il joue son dernier match le 11 novembre 2017, en amical contre le Qatar (victoire 0-1).
Le 23 janvier 2021, il se met en évidence en étant l'auteur d'un doublé dans le championnat de Tchéquie, sur la pelouse du Bohemians 1905 (victoire 1-3).

## Palmarès
- Vice-champion du Danemark en 2017 et 2018 avec le Brøndby IF